# Ryo Mizuno

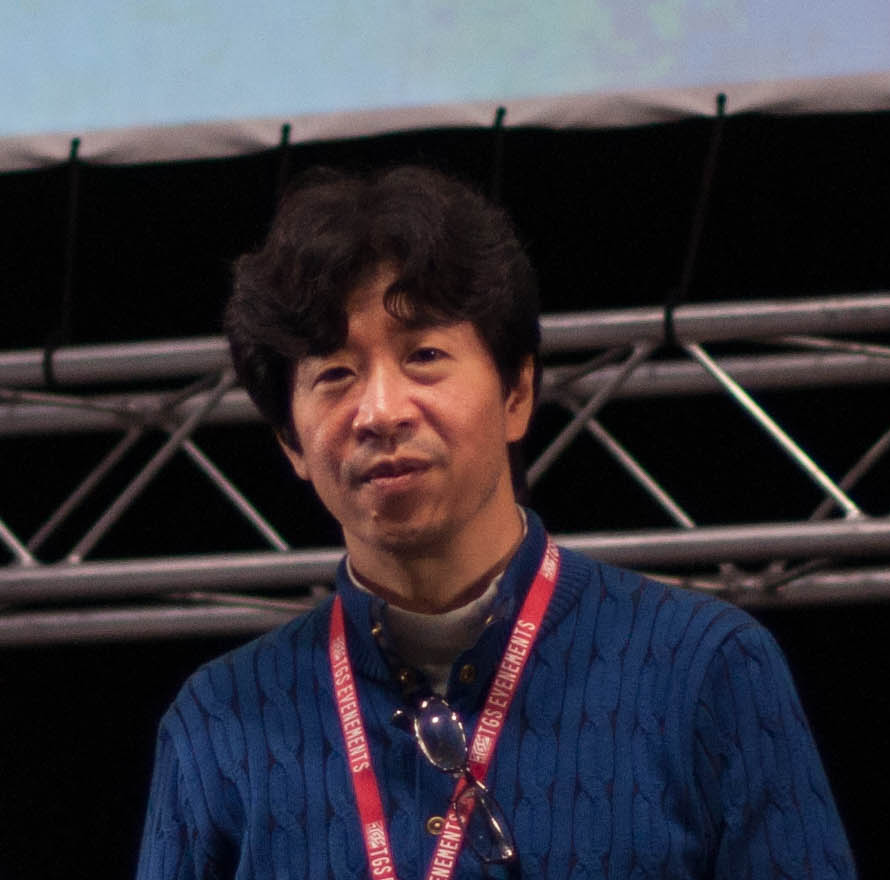
Ryo Mizuno

Ryo Mizuno (Japans: 水野 良, Mizuno Ryō) (Osaka, Japan, 13 juli 1963) is een Japans auteur en ontwikkelaar van rollenspellen. Mizuno schreef boekenreeksen als Record of Lodoss War, Crystania en Louie the Rune Soldier. Mizuno is mede-oprichter van Group SNE, een bedrijf dat rollenspellen, kaartspellen, bordspellen en "light novels" produceert. 

## Leven
Mizuno is geboren in Osaka, Japan, maar groeide op in de stad Uji in Kyoto. Hij heeft rechten gestudeerd aan de Ritsumeikan Universiteit in Kyoto en behaalde zijn diploma in 1986. Tijdens zijn studie speelde Mizuno graag rollenspellen en maakte hij aantekeningen of concepten voor verhalen. In 1988 verscheen zijn eerste boek, Record of Lodoss War: The Grey Witch. Het boek werd een succes, en er volgden in totaal nog zes vervolgdelen. In 1990 werd er een 13-delige direct-naar-video animatie-serie geproduceerd getiteld Record of Lodoss War. Ook volgde er een manga-serie in 1994 en een tweede animatieserie in 1998.
Record of Lodoss War is Mizuno's meest succesvolle titel, met meer dan 10 miljoen verkochte exemplaren in Japan.
Naast Record of Lodoss War is Mizuno ook de bedenker van enkele andere boekenreeksen. In 1990 begon hij met Sword World, wat zich afspeelt in dezelfde wereld (Forcelia) als Record of Lodoss War. In 1993 en 1994 startte hij Rune Soldier, Legend of Lodoss (een prequel serie van Record of Lodoss War) en Crystania. Ook deze series spelen zich allemaal in dezelfde wereld af.